# 출강천
출강천(出崗川)은 울산광역시 울주군 삼동면의 불당골에서 발원하여 북류하다가 출강소류지 부근에서 대체로 동류 출강사슴농장 부근에서 대체로 북서류 갱변들 부근에서 북류 범덕들 부근에서 동류하다가 울산광역시 울주군 삼동면 작동리의 작동교 부근에서 둔기천으로 흘러드는 강이다.